# Lago Svitjaz'
Il lago Svitjaz' (in ucraino Світязь?; in polacco Świtaź; in bielorusso Свіцязь Svicjaz') è un lago del Distretto di Šac'k, nell'Ucraina nordoccidentale a pochi chilometri dal confine con la Polonia e la Bielorussia. È il secondo lago più grande e il più profondo dell'Ucraina, in quanto raggiunge una superficie di 25,2 km² e una profondità massima di 58,4 m con una profondità media di 6,9 metri.
Appartiene al gruppo dei laghi di Šac'k, che si trovano in Polesia (Oblast' di Volinia), ed è situato all'interno del Parco naturale nazionale di Šac'k. Al centro del lago si trova un'isola di circa 7 ettari.
Le acque calde in estate e pulite e il fondo sabbioso lo rendono una meta turistica molto popolare.